# Новый безопасный конфайнмент

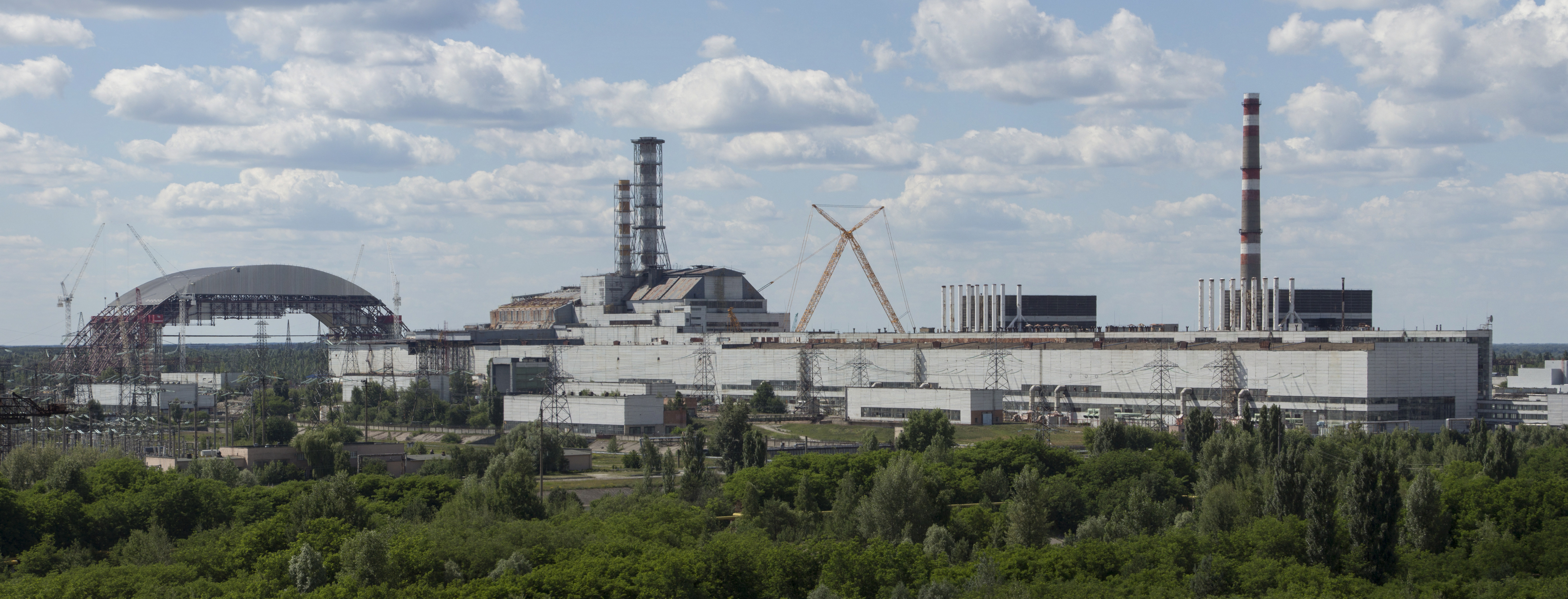
Панорама ЧАЭС (2013). Слева — строящийся НБК, посередине — 4-й и 3-й энергоблоки

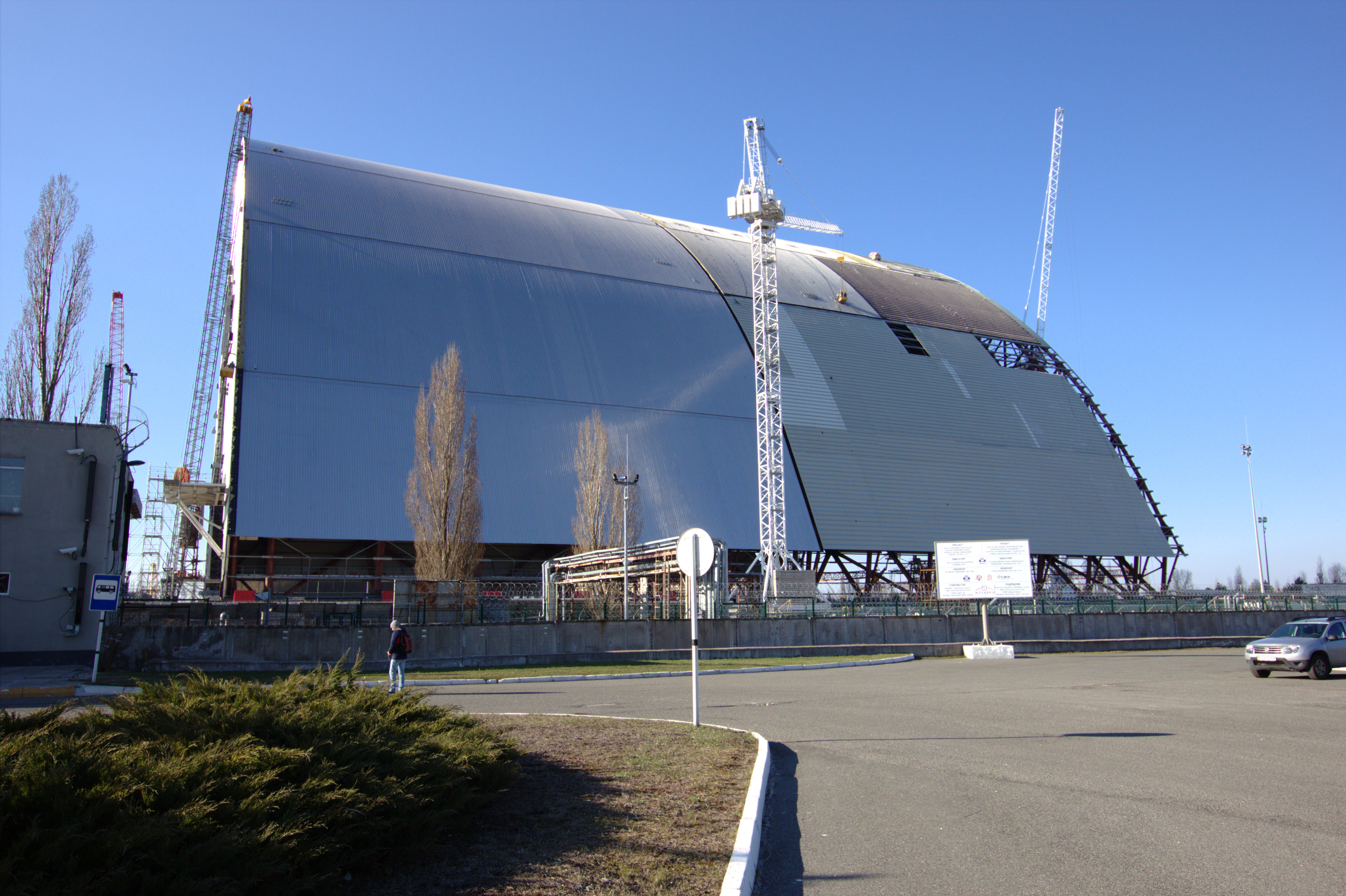
Апрель 2015 года. Достройка конфайнмента и его надвижение

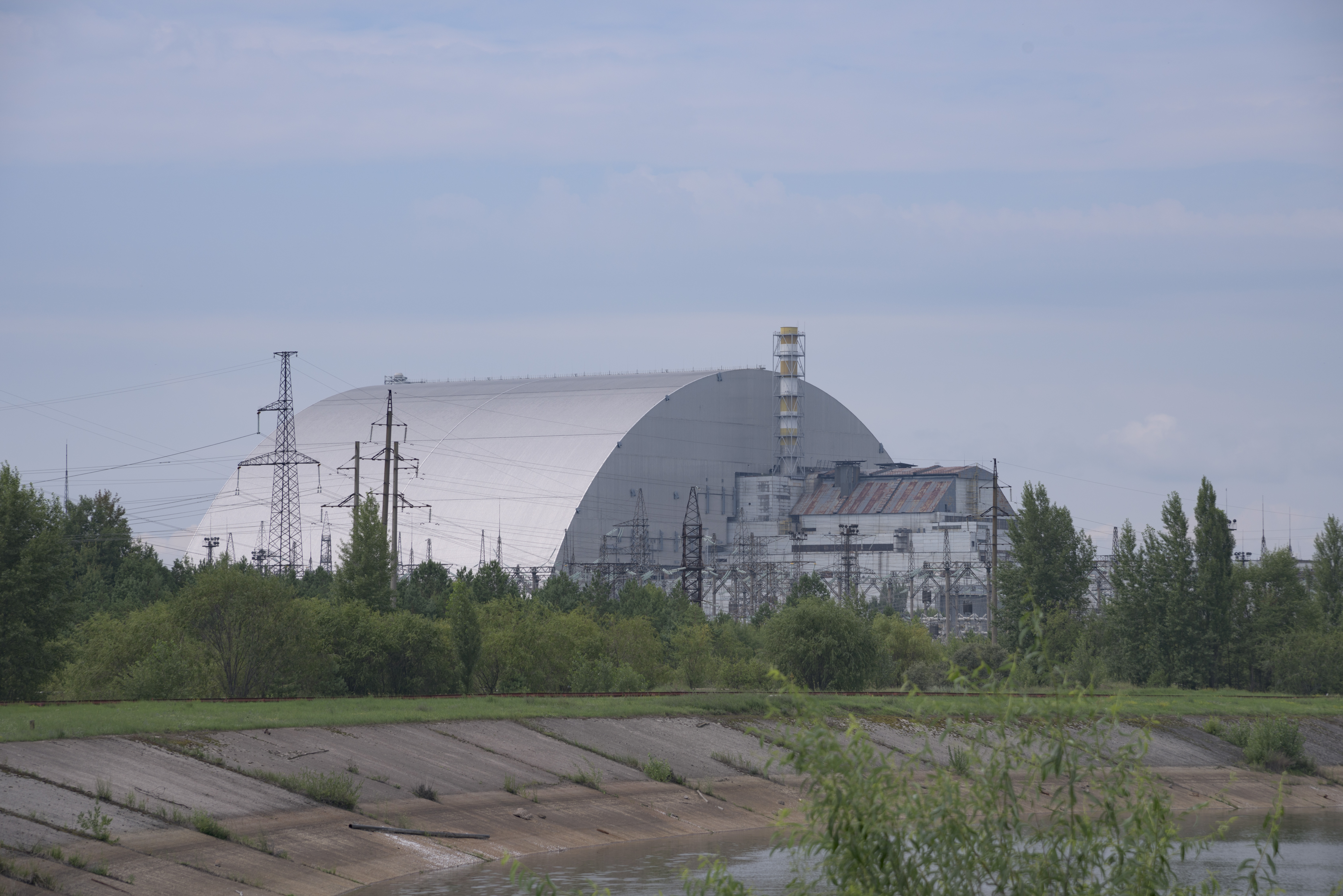
Конфайнмент над 4-м энергоблоком (2018 год)

Новый безопасный конфайнмент (сокр. НБК, англ. New Safe Confinement — «Новая защитная оболочка») — изоляционное арочное сооружение над разрушенным при аварии 4-м энергоблоком Чернобыльской АЭС. Арка накрыла устаревшее «Укрытие». Она стала крупнейшим подвижным наземным сооружением.
Строительство было начато в 2007 году. Первоначально предполагалось, что проект будет готов к 2012—2013 годам, но из-за недостаточного финансирования сроки сдачи объекта откладывались. В конце ноября 2016 года арка была успешно надвинута на здание реактора, после чего продолжился процесс монтажа оборудования и проверок. Завершение проекта и сдача его в эксплуатацию ожидались в ноябре 2017 года, однако позже были перенесены на май 2018 года, поскольку компания-подрядчик Novarka не смогла своевременно завершить необходимые работы.
Окончательно НБК был сдан в эксплуатацию 10 июля 2019 года.

## Общая информация
При постройке объекта «Укрытие» в 1986 году срок его службы рассчитывался на 20-40 лет. После постройки саркофаг укрепляли. Специалисты проявляли уверенность в том, что саркофаг при должном уходе простоит ещё не одно десятилетие, однако, учитывая высокую степень рисков в случае разрушения саркофага, было принято решение соорудить дополнительную защиту.
Перед новым сооружением стояли следующие задачи:
- Обеспечить дополнительную защиту окружающей среды от радиоактивных частиц;
- Обеспечить возможность проведения частичного демонтажа аварийных и ненадёжных конструкций объекта «Укрытие» и АЭС;
- Обеспечить изоляцию объекта «Укрытие» от поступления дождевых и талых вод[8].

## История
Компании VINCI Construction Grand Projects (дочернее предприятие корпорации Vinci) и Bouygues Travaux Publics (одна из компаний промышленной группы Bouygues), входящие в состав консорциума «NOVARKA», в сентябре 2007 года подписали с Чернобыльской атомной электростанцией контракт на реализацию проекта «Новый саркофаг». Он предусматривал проектирование и строительство защитной оболочки в форме арки.
Для реализации проекта потребовалось решить ряд сложных технических задач. Например, необходимо было демонтировать знаменитую вентиляционную трубу ВТ-2, которая обеспечивала подтягивание воздуха в здания 3-го и 4-го энергоблоков. Сложность работ была вызвана тем, что труба высотой 150 метров и массой около 350 тонн была повреждена при взрыве ЧАЭС и в любой момент могла обрушиться на крышу «Укрытия». Для осуществления демонтажа из Италии был доставлен специальный сверхтяжёлый немецкий кран DEMAG CC 8800-1, грузоподъёмность которого составляет 1600 тонн. К началу 2014 года труба была распилена на 6 фрагментов, демонтирована по частям и захоронена в здании 3-го энергоблока, из-за чего Чернобыльская АЭС лишилась своего исторического облика. Стоимость работ составила 11,7 млн долларов.
В 2010—2011 годах была подготовлена сборочная площадка рядом с АЭС, сборка арок началась в 2012 году. В ноябре 2012, июне и сентябре 2013 года производились подъёмные операции первой половины арки, она была собрана в апреле 2014 года. Для второй половины подъёмные операции производились в апреле, августе и октябре 2014 года. В октябре 2015 года две половины арки были соединены в единую конструкцию.
К ноябрю 2016 года на площадке рядом с четвёртым энергоблоком был завершён монтаж конструкций «арки». 14 ноября был начат процесс надвижки при помощи большого количества домкратов, процесс, по оценкам, мог занять около 4 суток. 29 ноября 2016 года ЕБРР сообщил об успешном завершении надвижки на здание реактора, и были проведены торжественные мероприятия при участии нескольких политиков и представителей ЕБРР. Были продолжены работы по подключению оборудования, а позже проведены герметизация сооружения и тестирование оборудования.
Объект планировалось сдать в эксплуатацию к ноябрю 2017 года и передать его под управление администрации ЧАЭС, однако дата сдачи была перенесена на 2018 год. 1 июня 2019 года глава МИД Франции Ле Дриан побывал в Чернобыле, проинспектировав завершение строительства арки.
10 июля 2019 года НБК был введён в эксплуатацию.

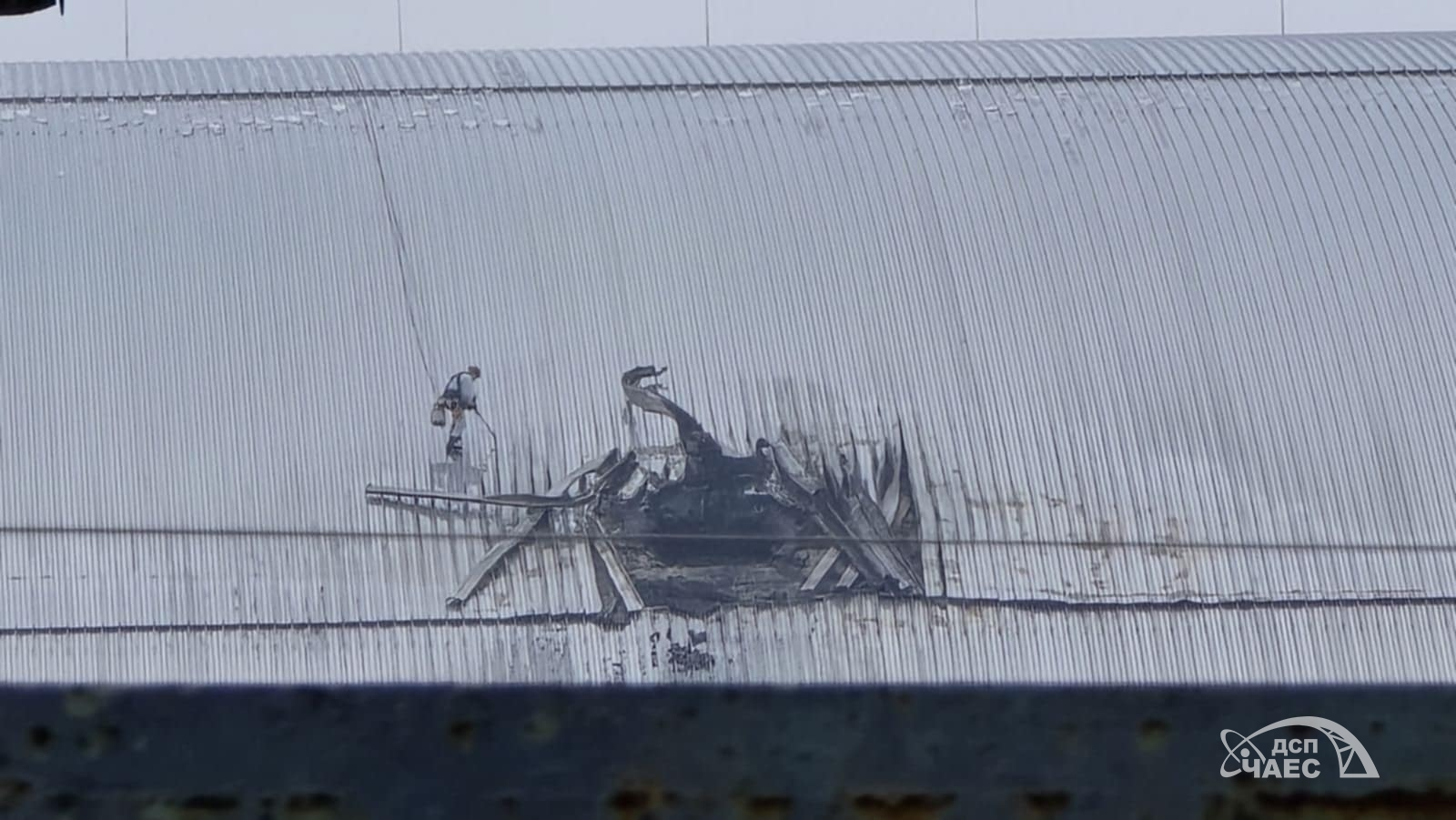
Пробоина от удара беспилотника 14 февраля 2025 года

В ночь на 14 февраля 2025 года на фоне вторжения России на Украину конфайнмент был повреждён ударом беспилотника (по данным СБУ, модели «Герань-2», обычно несущей около 30 кг взрывчатки). Произошёл взрыв и пожар. Внутренняя защитная оболочка разрушенного энергоблока, по данным МАГАТЭ, не нарушена и радиационный фон не повышен.

## Характеристики
- Ширина: 260 метров;
- Высота: 110 метров;
- Длина: 165 метров;

Схема

- Вес конструкций: 36,2 тысячи тонн[22];
- Количество рабочих: около 3000 человек;
- Время эксплуатации: 70-100 лет;
- Стоимость проекта: 2,15 млрд евро[2].

Конфайнмент — это многофункциональный комплекс для преобразования объекта «Укрытие» в экологически безопасную систему. Он состоит из 19 подструктур, основной из которых является защитное сооружение в виде арки со специальной двойной обшивкой. Также в проекте предусмотрены особые фундаменты, западная и восточная торцевые стены, нестандартные мостовые краны, многофункциональная система вентиляции, технологический комплекс с участками дезактивации, фрагментации и упаковки радиоактивных материалов и т. д.
По сообщениям СМИ, «арка» стала крупнейшим передвижным наземным сооружением на момент постройки.

## Критика
Николай Карпан, занимавший должность заместителя главного инженера по науке и ядерной безопасности ЧАЭС с 1979 по 1986 год, считает, что возведение саркофага над ЧАЭС не решит проблемы с защитой окружающей среды от радиоактивных выбросов разрушенного энергоблока, так как строящееся укрытие не способно по своим техническим характеристикам справиться с утечкой радиоактивных выбросов в атмосферу. По мнению Н. Карпана, безопасность разрушенной станции может обеспечить строительство гермооболочки, лишь реализация такого проекта способна полностью изолировать разрушенную взрывом станцию от окружающей среды.